# Kanzel (Martigné-Ferchaud)

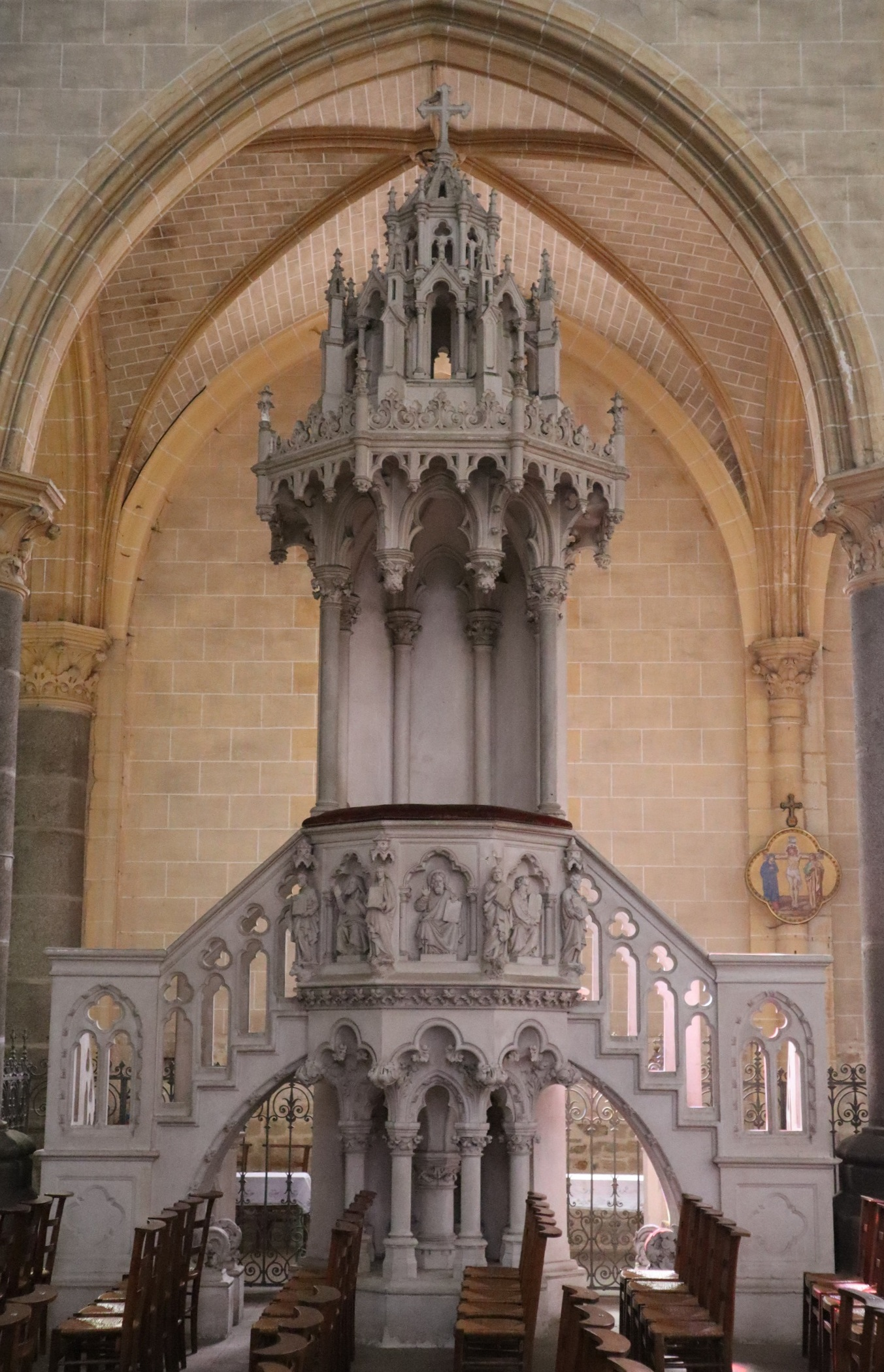
Kanzel in Martigné-Ferchaud

Die Kanzel in der katholischen Kirche St-Pierre in Martigné-Ferchaud, einer französischen Gemeinde im Département Ille-et-Vilaine in der Region Bretagne, wurde 1865 geschaffen. Die neugotische Kanzel wurde 1984 als Monument historique in die Liste der geschützten Objekte (Base Palissy) in Frankreich aufgenommen.
Die Kanzel aus Stein besitzt einen aufwendigen Schalldeckel in der Form einer gotischen Kapelle, der von einem Kreuz bekrönt wird.
Der Kanzelkorb ist mit der Darstellung der vier Evangelisten und ihren Symbolen zu ihren Füßen versehen. In der Mitte ist der segnende Heiland dargestellt. Die Kanzel wird von Säulen, die mit Spitzbögen verbunden sind, getragen.
An zwei Seiten führen steinerne Treppen, die in Form neugotischer Architekturelemente ausgeführt sind, zur Kanzel.

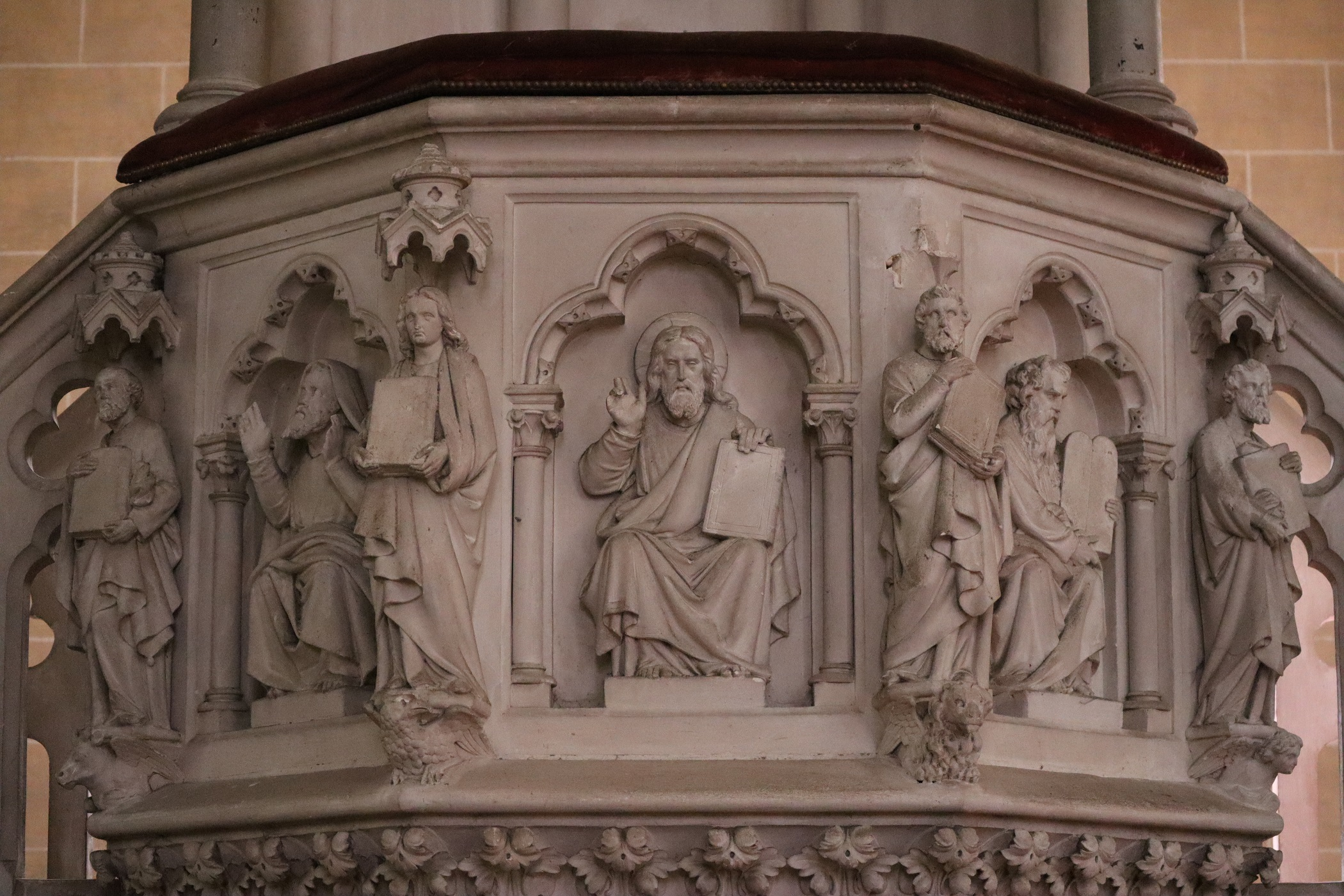
Kanzelkorb mit den Evangelisten
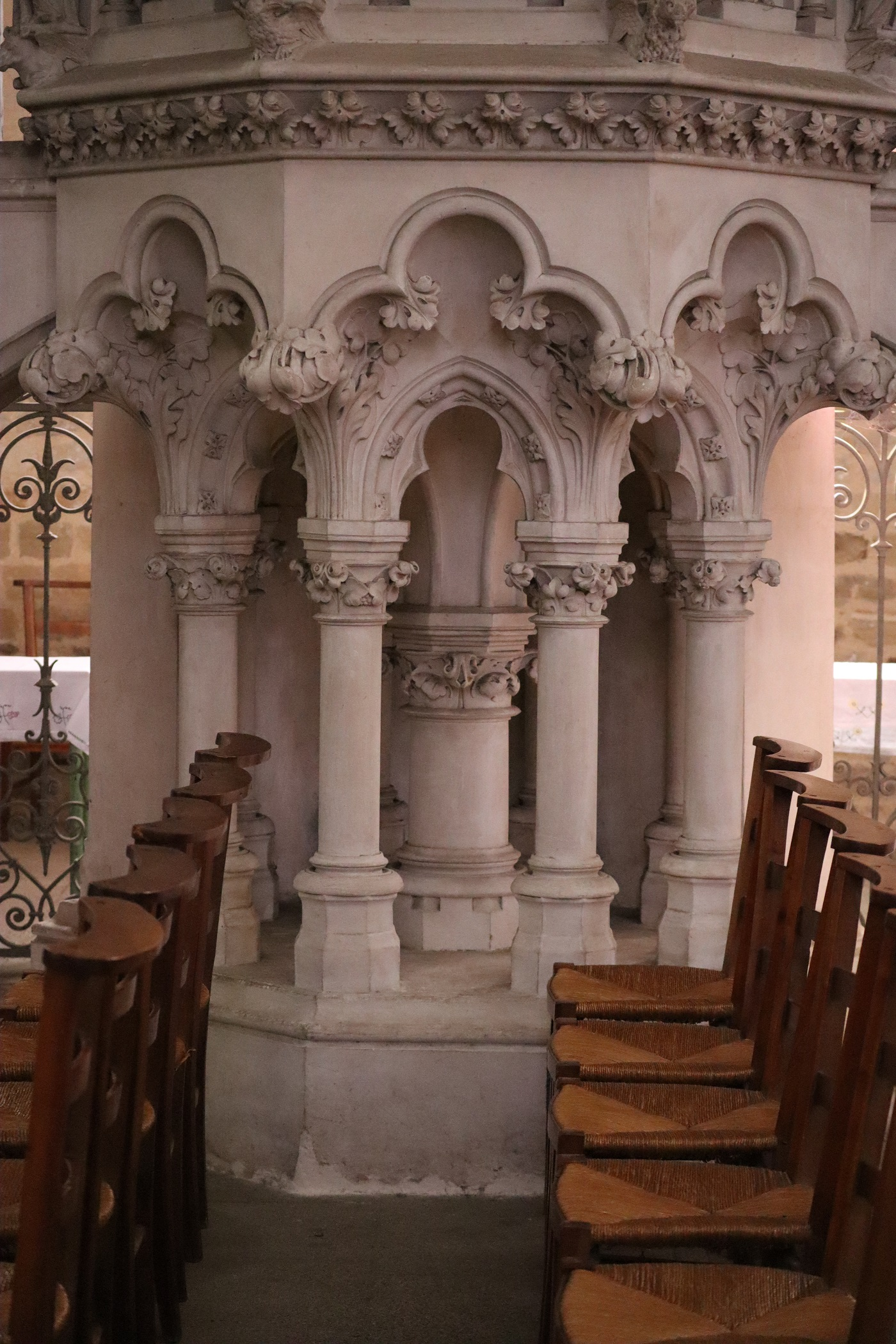
Kanzelfuß
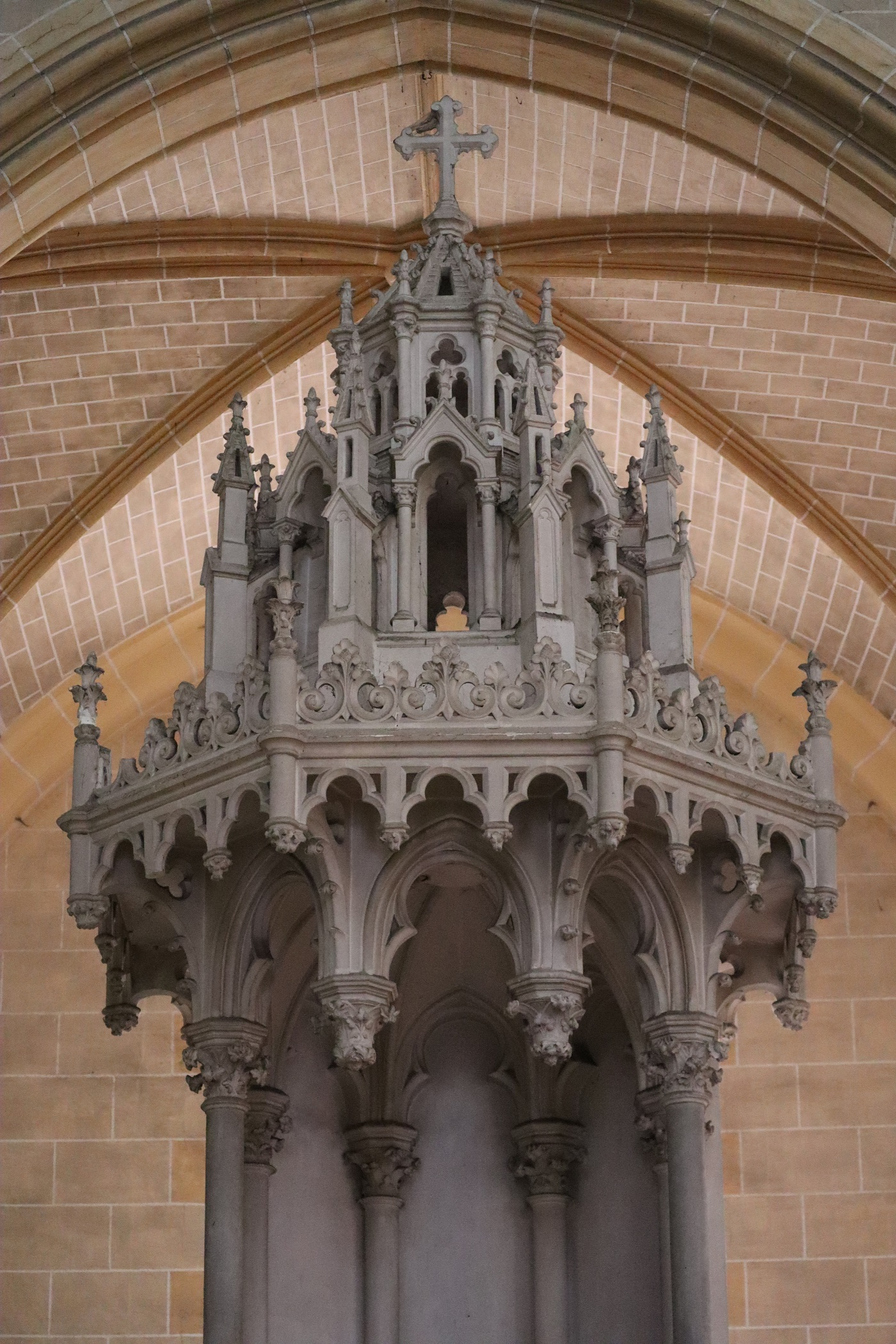
Schalldeckel